# Andrena aiderensis
Andrena aiderensis är en biart som beskrevs av Osytshnjuk 1993. Andrena aiderensis ingår i släktet sandbin, och familjen grävbin. Inga underarter finns listade i Catalogue of Life.